# Transformátor s řízeným posuvem fáze

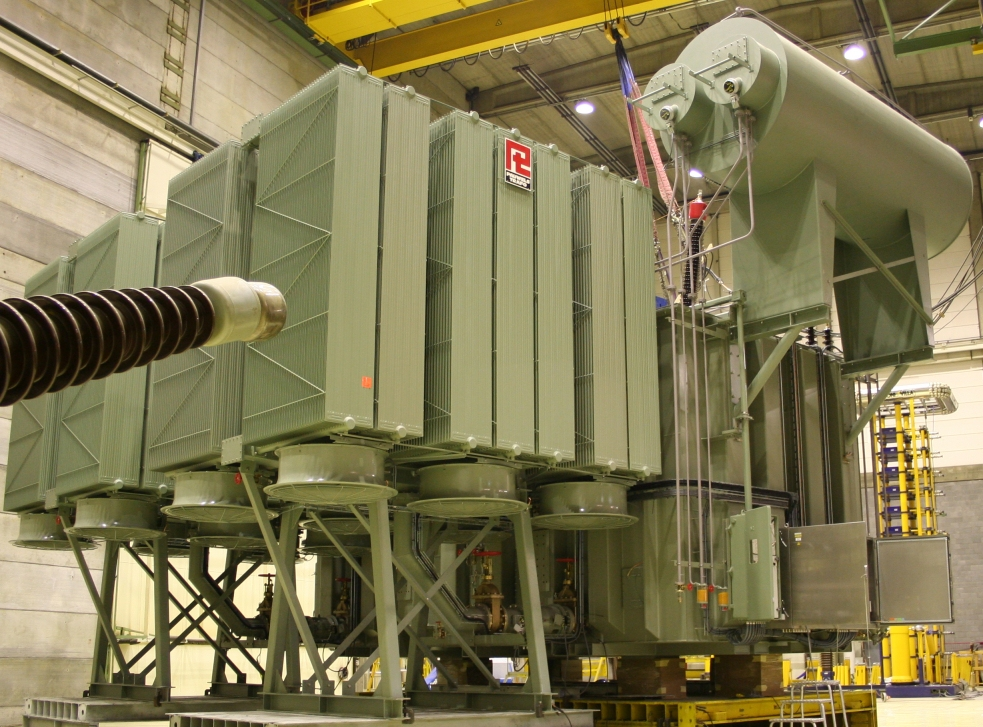
Transformátor s řízeným posuvem fáze 400 MVA 220/155 kV

Transformátor s řízeným posuvem fáze (zkratka PST, anglicky phase-shifting transformer, též transformátor s příčnou regulací) je speciální transformátor, který umožňuje regulovat velikost přetoku elektrické energie mezi dvěma propojenými elektrickými přenosovými soustavami.

## Princip
Do každé fáze vedení propojující dvě soustavy je zařazeno vinutí sériového transformátoru (Series transformer). Sériový transformátor je napájený z budicího vinutí příčného transformátoru (Shunt transformer). Pokud je budicí proud tekoucí do sériového transformátoru nulový, nevzniká žádné sériové napětí a regulační účinek se neuplatňuje. Pokud je sériový transformátor napájený nenulovým proudem z příčného transformátoru, vzniká na sériovém transformátoru posuvné napětí, které se přičítá k napětí dané fáze. Výsledný vektorový součet obou napětí mění vlastnosti propojovacího vedení. Podle velikosti a fázového posuvu napětí na sériovém transformátoru se proud vedením zvětšuje či zmenšuje, případně i obrací. Velikost a fáze budicího proudu se ovládá odbočkami na vinutí příčného transformátoru.

## Použití
Transformátory s řízeným posuvem fáze se obvykle používají na propojovacích vedeních mezi jednotlivými přenosovými soustavami, tedy na hranicích soustav mezi státy. V některých případech jsou použity i uvnitř přenosové soustavy jednoho státu k lepšímu rozložení distribuce výkonu (Velká Británie, Itálie).

### Nasazení v ČR
Transformátory s řízeným posuvem fáze jsou nasazeny v rozvodnách Hradec a Röhrsdorf v Krušných Horách, kde umožňují regulaci nekoordinovaného přetoku elektrické energie ze Saska do Bavorska přes Česko při přebytku výroby ve větrných elektrárnách v Severním moři.
O výstavbě transformátorů rozhodlo ministerstvo průmyslu a obchodu v roce 2012, samotná stavba byla zahájena v roce 2015. V Hradci u Kadaně jsou osazeny čtyři italské transformátory (každý o váze 875 tun) v pořizovací ceně 2 miliardy korun. Stavba byla zahájena v roce 2016. Byly převezeny lodí z Benátek do Hamburku, pak po Labi do Lovosic, a pak po silnici do rozvodny v Hradci, což trvalo pět týdnů. První dva byly uvedeny do provozu v lednu 2017 a do pololetí omezovaly přetoky v celkem 73 dnech. Další dva transformátory byly uvedeny do zkušebního provozu a předány k užívání v září. Transformátory omezují přetoky elektřiny z větrných elektráren ze severovýchodního Německa jih a východ Evropy. Životnost je 40 let.